# Kecamatan Ciawi (distrikt i Indonesien, lat -6,68, long 106,87)
Kecamatan Ciawi är ett distrikt i Indonesien.   Det ligger i provinsen Jawa Barat, i den västra delen av landet, 50 km söder om huvudstaden Jakarta.